# Питтинг

Схематическая диаграмма, показывающая механизм локальной коррозии с анодной зоной (Fe окисляется до Fe2+ внутри ямы) и катодной зоны (O2 восстанавливается до OH- в другом месте за пределами ямы), развивающееся на металле, погруженном в водный раствор и содержащий растворенный кислород. Здесь условия pH нейтральные или щелочные (наличие OH-ионы в растворе). Перенос ионов происходит в водный раствор, в то время как электроны переносятся от анода к катоду через основной металл (электрический проводник).

Питтинговая коррозия (англ. pitting, от англ. pit — покрывать(ся) ямками) — коррозия металлов, ведущая к образованию питтингов, то есть язв, полостей в металле, начинающихся с его поверхности. Также используются названия питтинг, ямочная коррозия, точечная коррозия, язвенная коррозия.
Внешне питтинг проявляется в виде появления углублений на поверхности металла. Питтинги возникают главным образом в защитном слое (нанесенном или образовавшемся естественным образом) по местам различных дефектов (трещин от внутренних напряжений, пор, микровключений, выхода на поверхность границ зёрен, дислокаций и т. п.). Прокатная окалина или её остатки на стальных поверхностях — одна из причин язвенной коррозии.
Питтинговая коррозия наблюдается в растворах хлорного железа, смеси соляной и азотной кислот, морской воде и многих других агрессивных средах. Разрушение наблюдается при наличии в коррозионной среде ионов-активаторов процесса (Cl, Br, I) и пассиваторов.